# Annius Verus Caesar

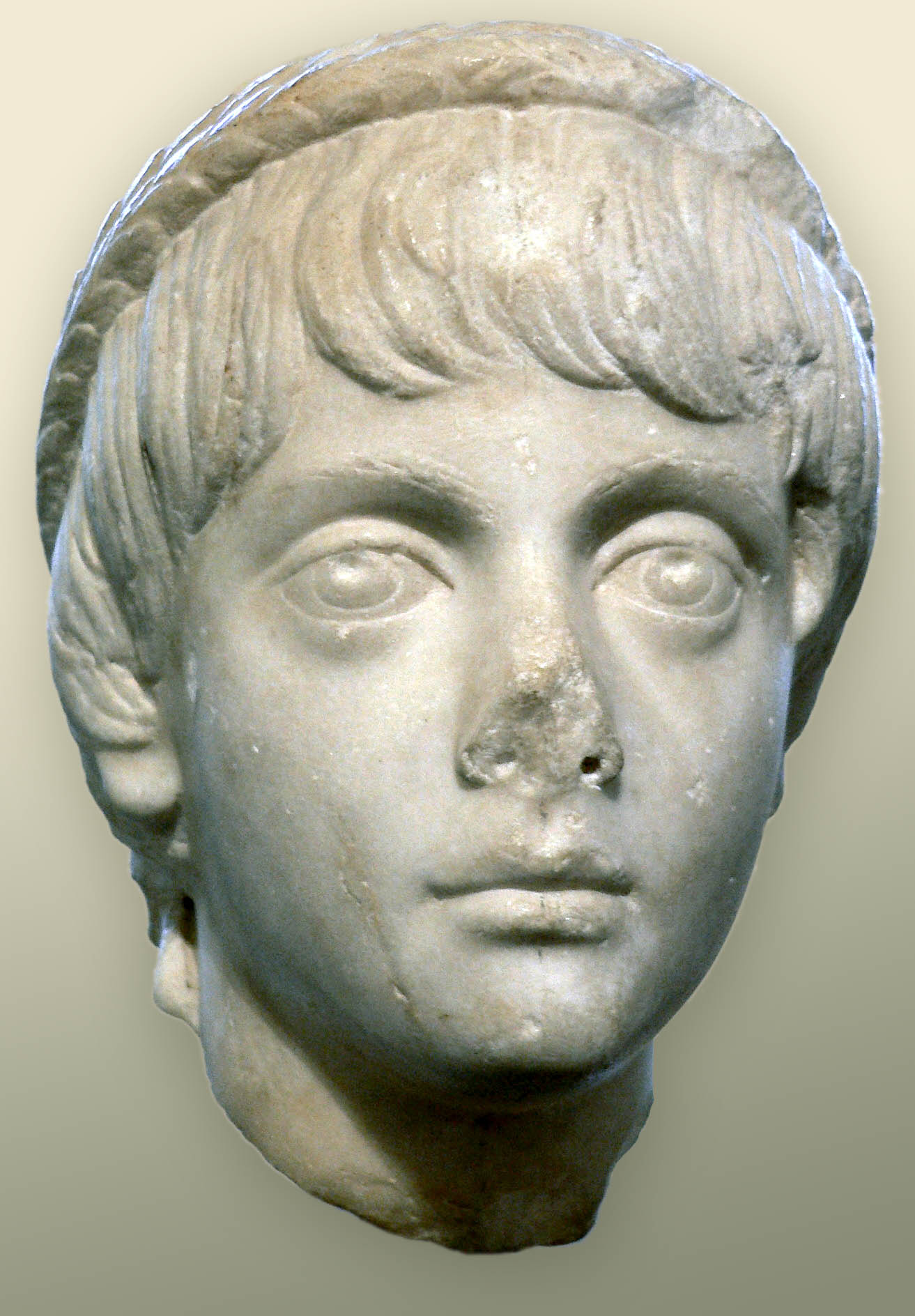
Marcus Annius Verus Caesar

Marcus Annius Verus Caesar (* 162; † 10. September 169 in Rom) war eines von mindestens 13 Kindern des römischen Kaisers Mark Aurel und dessen Frau Faustina.
Am 12. Oktober 166 wurde der vierjährige Annius Verus zum Caesar und damit zum Thronerben erhoben. Er starb am 10. September 169 in Rom an den Komplikationen einer Operation, bei der ein Tumor unterhalb seines Ohres entfernt worden war. Nachfolger seines Vaters wurde sein Bruder Commodus, der ebenfalls 166 den Caesar-Titel erhalten hatte.